# Parque Nacional Sheikh Jamal Inani
O Parque Nacional Sheikh Jamal Inani (também conhecido como Parque Nacional Inani) é um parque nacional protegido em Bangladesh. Localizado em Ukhia Upazila sob o distrito de Bazar de Cox, o parque leva o nome do Sheikh Jamal, o segundo filho do primeiro presidente de Bangladesh, Sheikh Mujibur Rahman.
O governo do Bangladesh estabeleceu o parque nacional no dia 9 de julho de 2019. Lar do gibão hoolock ocidental, cobre uma área de 7.085 hectares. O parque está localizado na faixa de floresta reservada Inani de Ukhia.